# Strobilanthes xanthostictus
Strobilanthes xanthostictus är en akantusväxtart som beskrevs av C. B. Cl.. Strobilanthes xanthostictus ingår i släktet Strobilanthes och familjen akantusväxter. Inga underarter finns listade i Catalogue of Life.